# Охо-де-Агуа-де-Круситас
Охо-де-Агуа-де-Круситас (исп. Ojo de Agua de Crucitas) — посёлок в центральной части Мексики, на территории штата Агуаскальентес. Входит в состав муниципалитета Эль-Льяно.

## Географическое положение
Охо-де-Агуа-де-Круситас расположен на востоке штата, на расстоянии приблизительно 29 километров (по прямой) к востоку-северо-востоку (ENE) от города Агуаскальентес. Абсолютная высота — 2066 метров над уровнем моря.

## Население
Согласно данным, полученным в ходе проведения официальной переписи 2005 года, в посёлке проживало 1009 человек (498 мужчин и 511 женщин). Насчитывался 201 дом. По возрастному диапазону население распределилось следующим образом: 49,5 % — жители младше 18 лет, 45,2 % — между 18 и 59 годами и 5,3 % — в возрасте 60 лет и старше. Уровень грамотности среди жителей старше 15 лет составлял 94,5 %.
По данным переписи 2010 года, численность населения Охо-де-Агуа-де-Круситаса составляла 1078 человек. Динамика численности населения посёлка по годам:
| 2000 | 2005 | 2010 |
| ---- | ---- | ---- |
| 870  | 1009 | 1078 |